# Vaffelbageriet
Vaffelbageriet er en af de faste forlystelser i Tivoli, en forlystelsespark i København.

## Historie
Agnes Krætzmer (1871-1958) købte og indkvarterede sig selv og manden, Oskar Krætzmer, i en lille bod i Tivoli midt i sæsonen 1906. I 1908 fik Vaffelbageriet sit eget hus og en fast plads i Tivolis "Muntre Hjørne" ved siden af koncertsalen.

## I dag
Det populære kagehus har ligget samme sted i Tivoli i over 100 år, og i 30 år havde de samme ejere - ægteparret Krætzmer - stået for driften af den søde biks. 
Kjeld Krætzmer fik overleveret nøglerne til Vaffelbageriet i 2018 da hans far, Knud Krætzmer gik på pension.
I 2022 overtog Tivoli selv driften og familien Krætzmer driver ikke længere Vaffelbageriet. 